# Roswitha Meyer
Roswitha Meyer (ur. 10 maja 1965 roku w Wiedniu) – austriacka aktorka.

## Filmografia
- 2006: Küstenwache (Fernsehserie)
- 2002: Nogo
- 1999–2003: Julia - Eine ungewöhnliche Frau
- 1998: Medicopter 117 jako Doktor Karin Thaler
- 1991: Tatort - Telefongeld jako Birgit Tielmann